# Bjorg Lambrecht

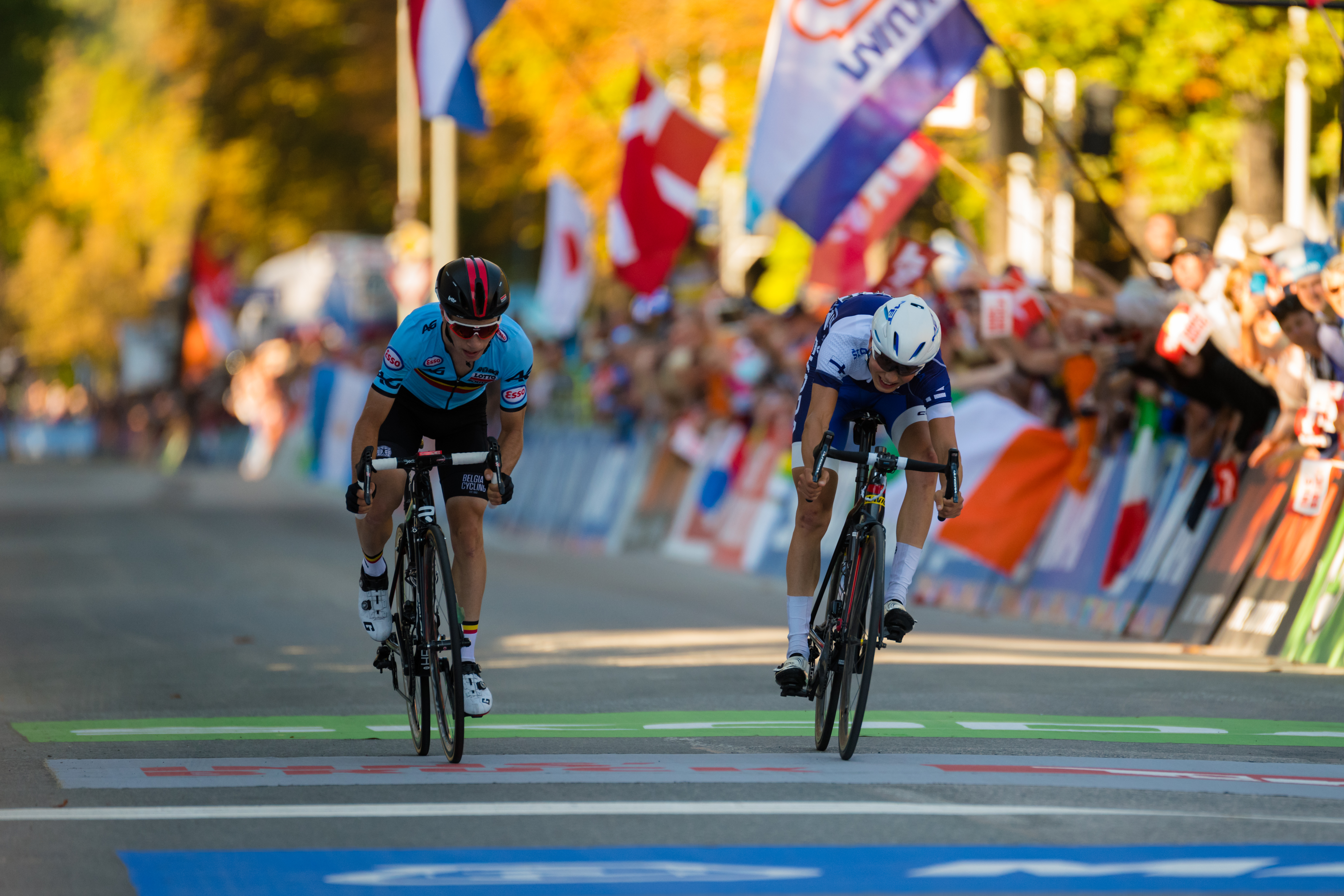
Straßen-WM 2018: Lambrecht (l.) gewann den Sprint um Silber gegen den Finnen Jaakko Hanninen

Bjorg Lambrecht (* 2. April 1997 in Gent; † 5. August 2019 in Rybnik) war ein belgischer Radrennfahrer. Er starb im Alter von 22 Jahren nach einem Sturz auf der dritten Etappe der Polen-Rundfahrt.

## Sportliche Laufbahn
2015 wurde Bjorg Lambrecht belgischer Junioren-Meister im Straßenrennen. Im selben Jahr entschied er eine Etappe und die Bergwertung des Junioren-Rennens Internationale Driedaagse van Axel für sich. In der Gesamtwertung der Oberösterreich-Rundfahrt für Junioren belegte er Platz zwei und gewann ebenfalls die Bergwertung, wie auch beim Grand Prix Général Patton, bei dem er zudem Dritter wurde. 2016 wurde Lambrecht Vize-Europameister der Junioren im Straßenrennen und gewann die Ronde de l’Isard. 2017 gewann er Lüttich–Bastogne–Lüttich Espoirs sowie die U23-Ausgabe der Internationalen Friedensfahrt.
2018 erhielt Lambrecht seinen ersten Vertrag beim Team Lotto Soudal. In diesem Jahr entschied er eine Etappe und die Nachwuchswertung der Tour des Fjords in Norwegen für sich, in der Gesamtwertung wurde er Zweiter. Bei den Straßenweltmeisterschaften belegte er Platz zwei im U23-Straßenrennen. Er startete erstmals bei einer großen Landesrundfahrt, der Vuelta a España, konnte diese aber nicht beenden. Im Jahr darauf konnte er sich im Frühjahr mit dem vierten Platz bei der Flèche Wallonne und dem sechsten Platz beim Amstel Gold Race im Elitebereich etablieren. Beim Critérium du Dauphiné entschied er die Nachwuchswertung für sich.
Anfang August 2019 startete Bjorg Lambrecht bei der Polen-Rundfahrt. Auf der dritten Etappe kam er bei Rennkilometer 48 von der regennassen Straße ab und prallte gegen eine Betonkonstruktion. Er wurde vor Ort reanimiert und in ein Krankenhaus in Rybnik transportiert. Dort starb er während einer Operation infolge eines Leberrisses. Die Rundfahrt wurde tags darauf zwar fortgesetzt, die vierte Etappe allerdings aus Respekt vor Lambrecht neutralisiert gefahren und auf 133 Kilometer gekürzt. Lambrecht wurde unter großer Anteilnahme in Knesselare beerdigt.

## Familie
Bjorg Lambrecht war mit dem ehemaligen Radprofi Jozef Timmerman verwandt, dieser war sein Großonkel.

## Erfolge
2015
- Belgischer Junioren-Meister – Straßenrennen

2016
- Gesamtwertung, eine Etappe, Punkte-, Berg- und Nachwuchswertung Ronde de l’Isard

2017
- Lüttich–Bastogne–Lüttich Espoirs
- Grand Prix Priessnitz spa

2018
- eine Etappe Tour des Fjords
- U23-Weltmeisterschaft – Straßenrennen